# Castel Noarna
Castel Noarna (o Castelnuovo) è un castello medievale che si trova nella frazione omonima del comune di Nogaredo in provincia di Trento.

## Storia
Quasi certamente nel sito era presente una fortificazione romana e poi longobarda, il reperto archeologico più antico risale probabilmente all'età del bronzo e le prime notizie storiche che si riferiscono al castello sono del 1189, e si rifanno alle vicende successive alla morte del vescovo Adelpreto, probabilmente durante uno scontro con Aldrighetto di Castelbarco.

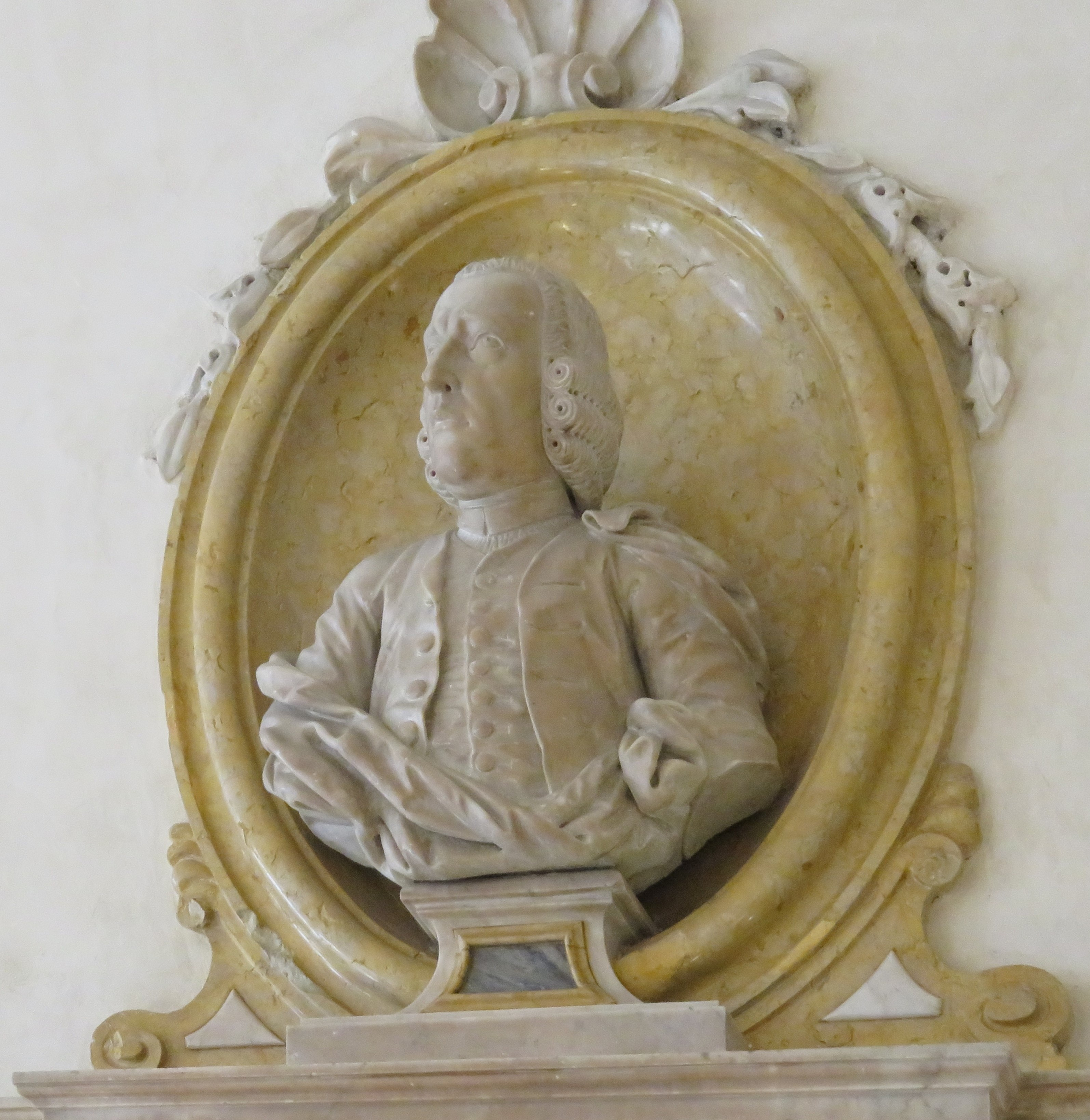
Monumento a Girolamo Tartarotti, opera di Francesco Tomezzoli. Atrio del Palazzo Piamarta di Rovereto

## Controllo del castello a partire dal XII secolo
Nel corso dei primi secoli del II millennio il controllo della Valle dell'Adige a nord di Rovereto fu conteso da vari centri di potere, legati all'impero, al papato o al principato vescovile. 
La dominazione signorile si può suddividere in tre importanti periodi storici, ognuno dei quali lasciò un segno nella struttura del castello. I Castelnuovo furono i signori del maniero tra il XII ed il XIII secolo, a questi succedettero i Castelbarco (vassalli dei principi vescovi di Trento), sino al XIV secolo. Nel 1456 il principe vescovo di Trento Georg Hack ordinò a Pietro Lodron e Giorgio Lodron di occupare il castello strappandolo con la forza a Giovanni di Castelbarco che era insorto contro di lui, e così i Lodron ne entrarono in possesso e lo controllarono per più di 500 anni, sino a tempi recenti.

### Signoria dei Castelnuovo
I castelnuovo furono delegati vescovili che mantennero il dominio del castello sino al XIII secolo. Tra le personalità più illustri della casata Burso ed il figlio Federico, ultimo signore per la casata.

### Signoria dei Castelbarco
Con la fine della signoria di Federico Castelnuovo iniziò quella dei Castelbarco, quando, nel 1285, il potere passò nelle mani di Guglielmo da Castelbarco.

### Signoria dei Lodron

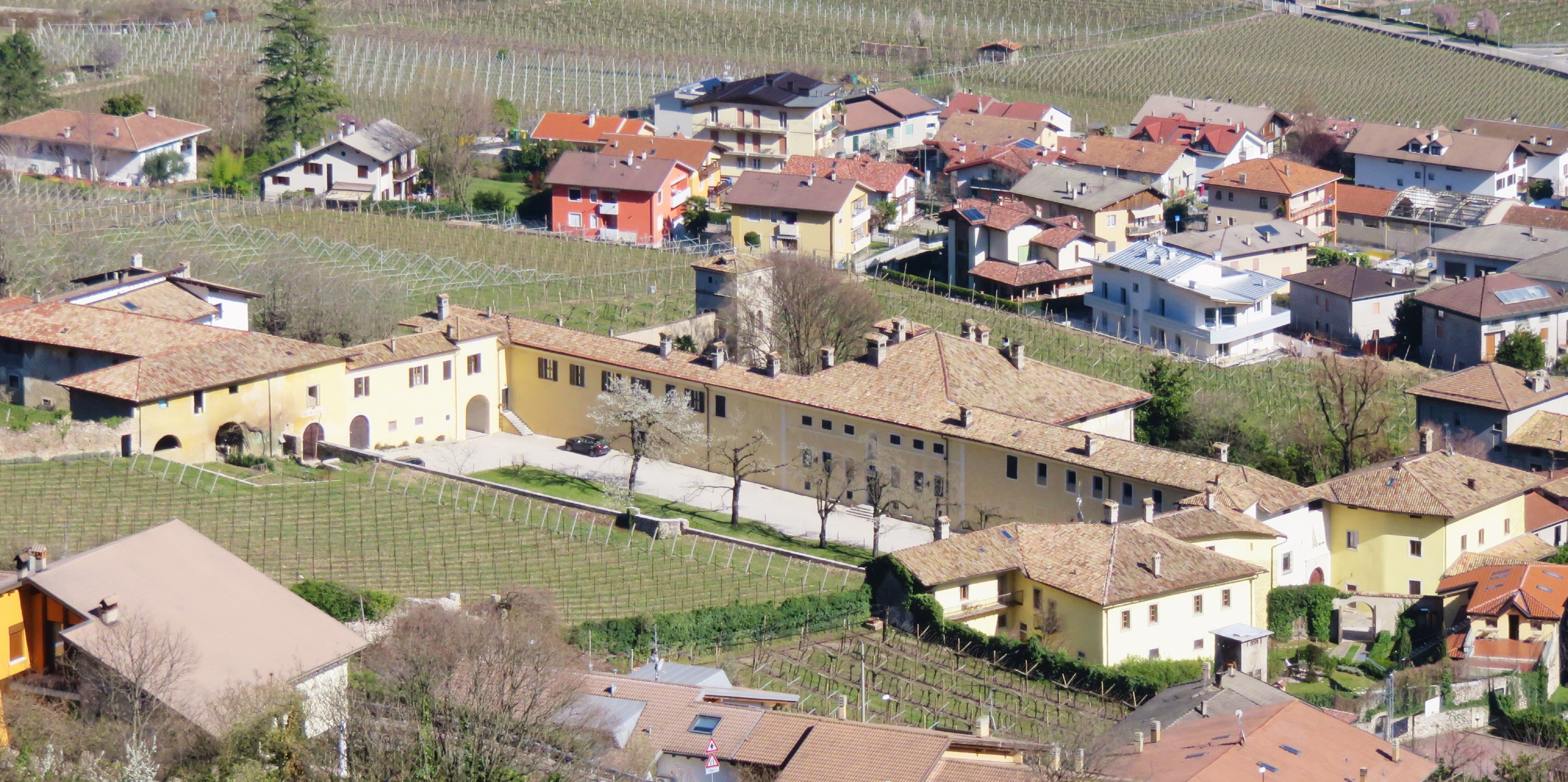
Palazzo Lodron visto da Castel Noarna

Nicolò Lodron (1475-1556), nipote di Pietro, fece ristrutturare profondamente il castello adeguandolo al nuovo gusto rinascimentale e al nuovo status residenziale. Di quest'epoca sono gli affreschi sopra lo scalone principale. Il principe vescovo Paride Lodron vi fece probabilmente costruire la cappella opera del suo architetto di corte Santino Solari. Altre stanze decorate risalgono al XVI e XVII secolo.
Nel 1873 i Lodron lasciarono il castello per stabilirsi nel più comodo e moderno palazzo fatto costruire a Nogaredo. Nel 1974 il maniero fu venduto alla famiglia Zani di Rovereto, che lo ha trasformato in un'azienda vinicola biologica e le cantine conservano i vini ottenuti dalle viti coltivate sui terrazzamenti che circondano la struttura.

## Descrizione
Si compone di vari fabbricati che si addossano al mastio, è circondato in parte da varie cinte murarie che iniziano da terrazzamenti, in particolare sui lati est e nord. I materiali usati per la costruzione sono pietra calcarea locale (bianca e rossa) con aggiunta di laterizio e rocce basaltiche. La copertura è in coppi.

### Situazione
Il castello è proprietà privata ed è aperto al pubblico solo in occasione di speciali eventi.

## Processo alle streghe

Castel Noarna illuminato di rosso per ricordare la Giornata internazionale per l'eliminazione della violenza contro le donne il 25 novembre 2020

Nel XVII secolo il castello fu teatro di un famoso processo alle streghe in quanto sede del potere giudiziario della zona. Al termine del processo otto persone furono dichiarate colpevoli di stregoneria e condannate a morte per decapitazione e successiva messa al rogo. La sentenza fu eseguita per le sole donne nella vicina frazione di Brancolino. L'unico uomo coinvolto non venne decapitato, ma morì in carcere.
Girolamo Tartarotti in due suoi libri: Il congresso notturno delle Lammie, del 1749, e Apologia del Congresso notturno delle Lammie, del 1751, criticò fortemente le teorie canoniche che giustificarono tale processo parlando di effetti della fantasia e che le streghe non meritano la pena di morte.